# Lotuspflaume
Die Lotuspflaume (Diospyros lotus) ist eine Pflanzenart aus der Gattung Ebenholzbäume (Diospyros) innerhalb der Familie der Ebenholzgewächse (Ebenaceae). Sie ist in Ost- und Westchina beheimatet und im Mittelmeerraum bis Persien seit der Antike eingebürgert.

## Beschreibung

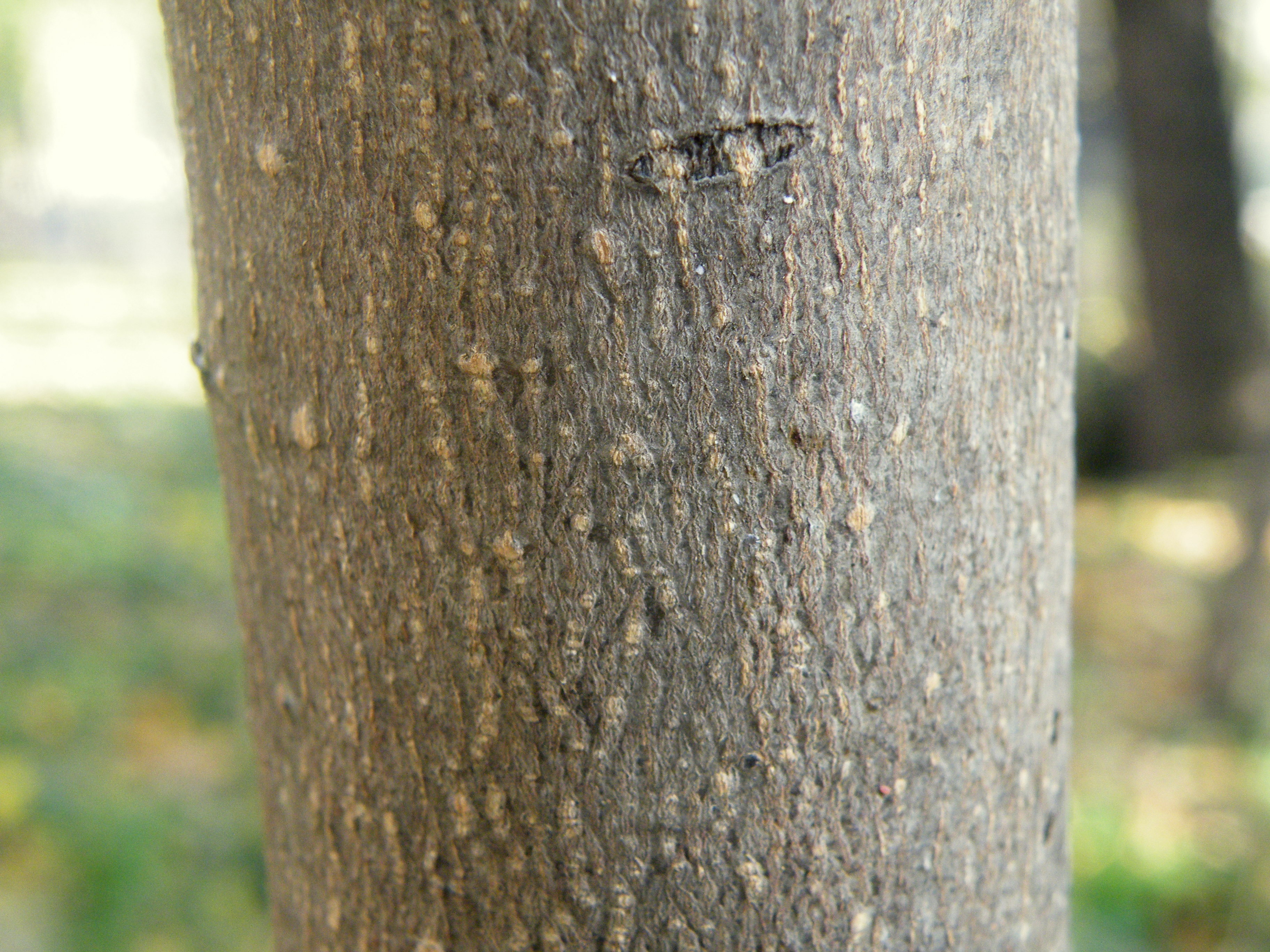
Borke

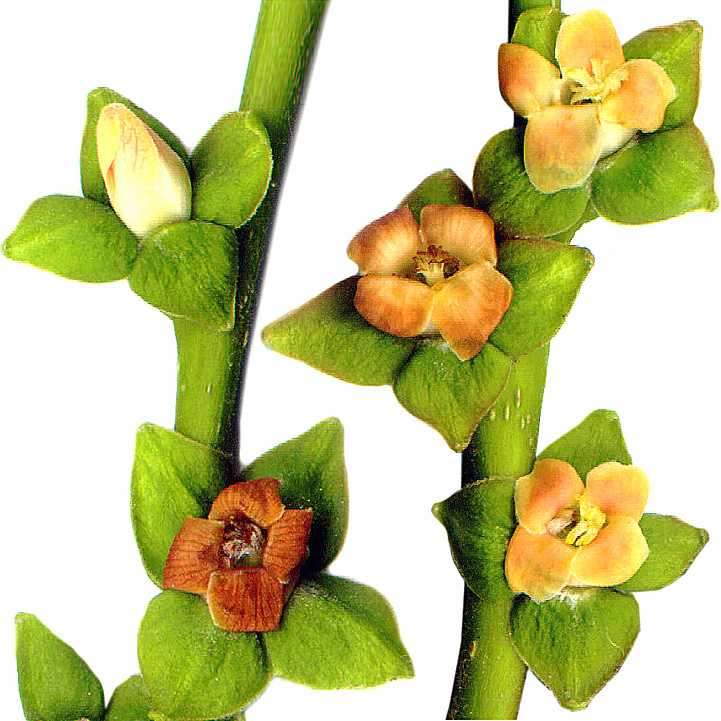
Weibliche Blüten

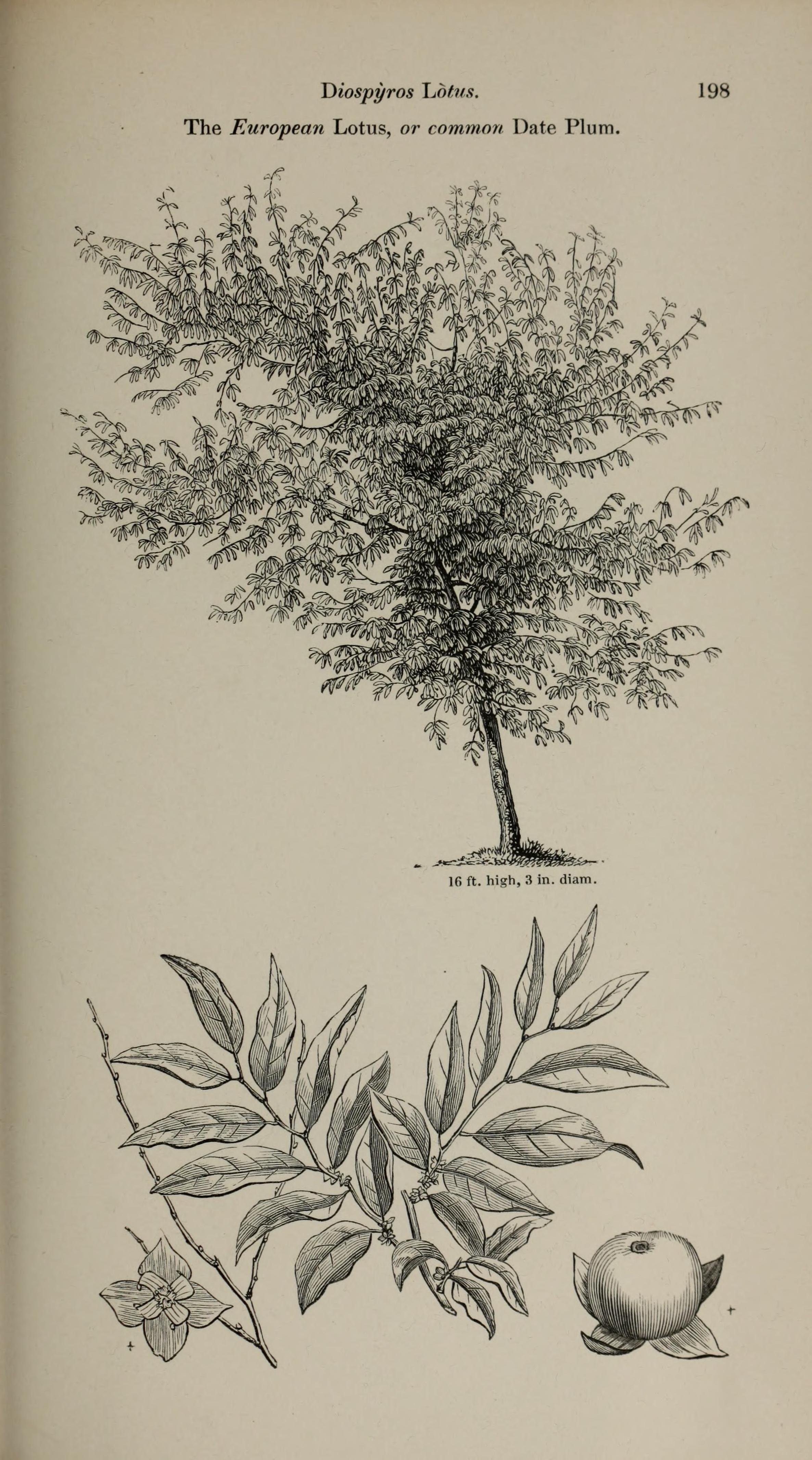
Illustration aus Arboretum et fruticetum britannicum, or - The trees and shrubs of Britain, native and foreign, hardy and half-hardy, pictorially and botanically delineated, and scientifically and popularly described

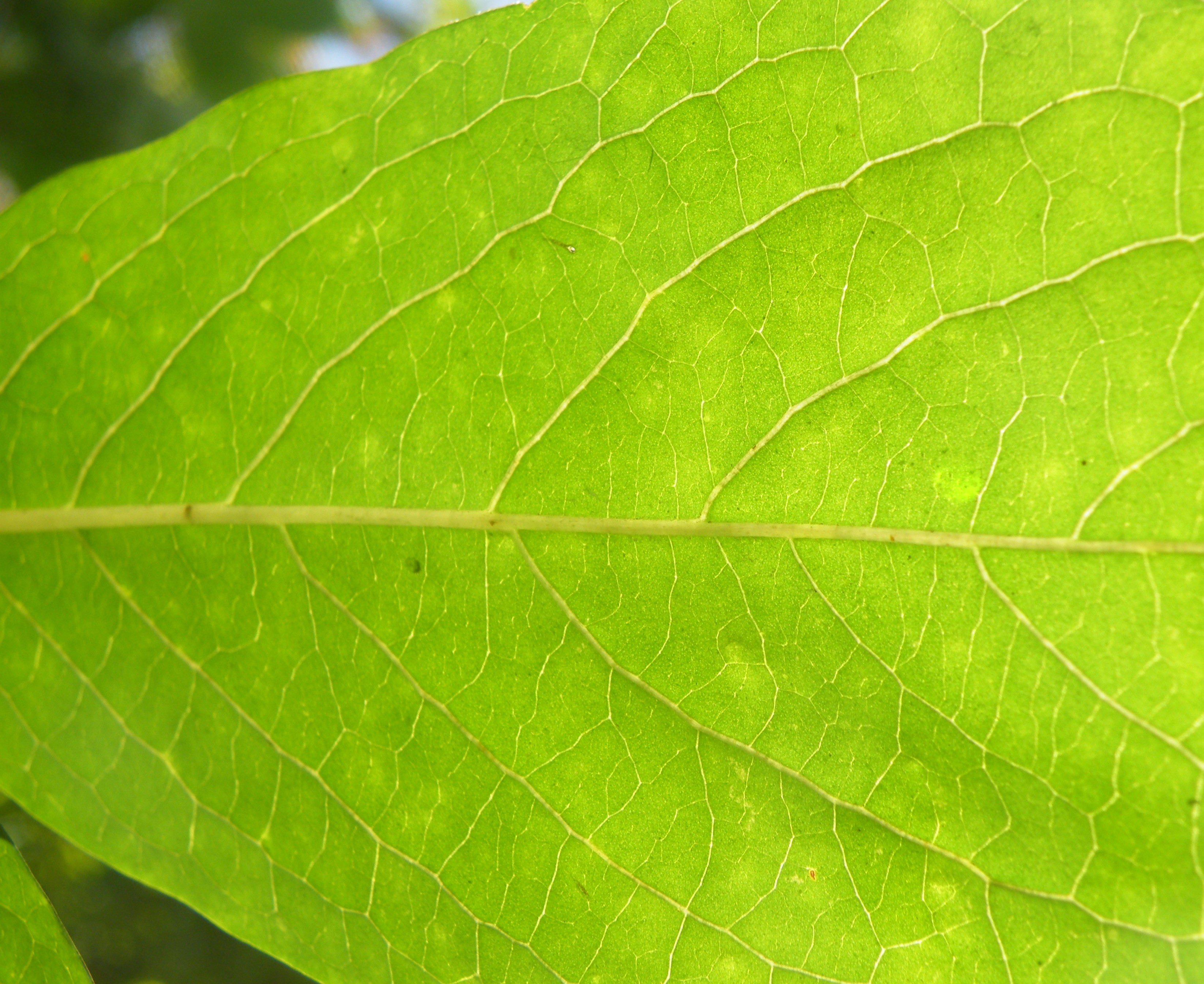
Detail einer Blattspreite mit der Blattnervatur

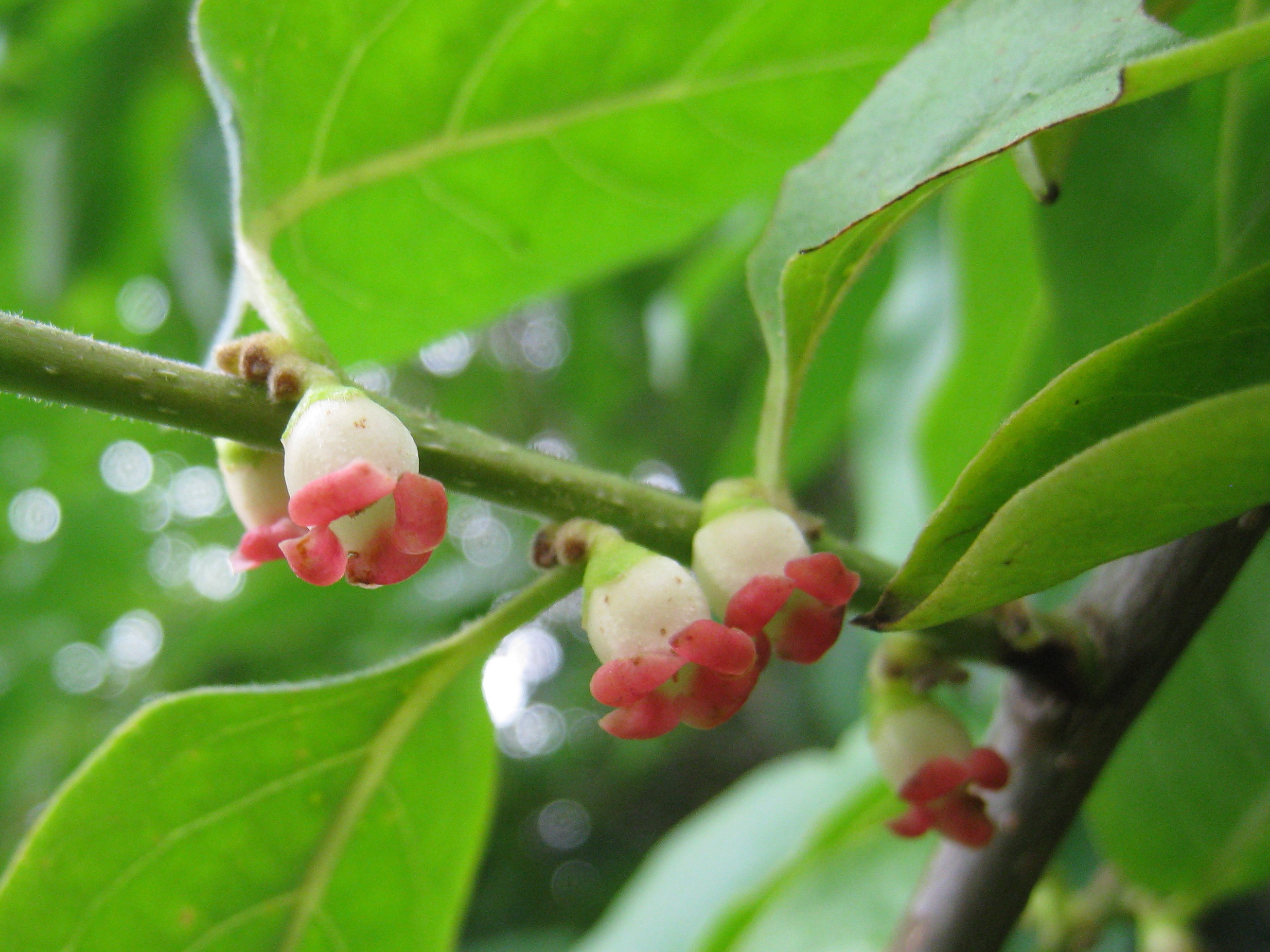
Zweig mit männlichen Blüten

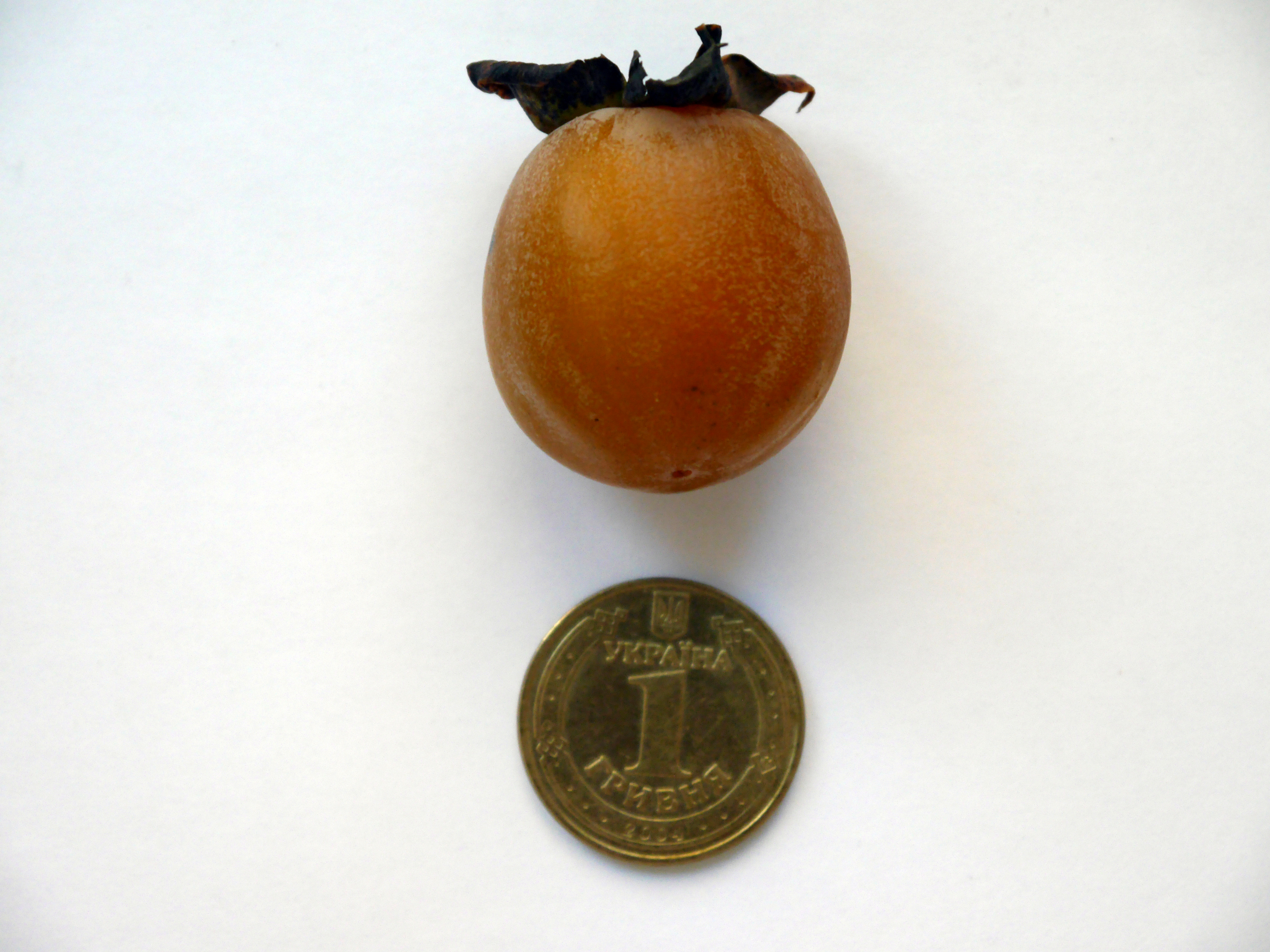
Frucht

### Vegetative Merkmale
Die Lotuspflaume ist ein laubabwerfender Baum, der in seinem ursprünglichen Verbreitungsgebiet Wuchshöhen von bis zu 30 Metern und Stammdurchmesser von 1,3 Metern erreichen kann. Die Borke ist grau-schwarz bis grau-braun und leicht rau, feinfurchig bis leicht rissig oder feiner bis gröber geschuppt.
Die wechselständigen, einfachen Laubblätter sind in Blattstiel und Blattspreite gegliedert. Die Blattstiele weisen eine Länge 0,7 bis 2,5 Zentimetern auf. Die einfache Blattspreite ist bei einer Länge von 5 bis 14 Zentimetern sowie einer Breite von 2,5 bis 7 Zentimetern eiförmig, -lanzettlich bis verkehrt-eiförmig, -eilanzettlich, mit abgerundeter bis stumpfer oder spitzer Spreitenbasis und zugespitztem bis spitzem oberem Ende. Es sind auf jeder Seite des Hauptnerves sieben bis zehn Seitennerven vorhanden, auch die Netznerven sind klar zu erkennen. Die Blätter sind unterseits mehr oder weniger behaart und manchmal auch oberseits.

### Generative Merkmale
Diospyros lotus ist zweihäusig getrenntgeschlechtig (diözisch). Die eingeschlechtigen Blüten sind radiärsymmetrisch mit doppelter Blütenhülle.
Die etwas kleineren, männlichen Blüten stehen auf einem bis 6 Millimeter langen Blütenstiel, einzeln oder zu zweit bis dritt in einem zymösen Blütenstand zusammen. Sie haben meist vier oder selten fünf kleine Kelchzipfel. Ihre meist vier bis fünf rötlichen bis blass-gelben Kronblätter sind zu einer etwa 4 Millimeter langen, urnenförmigen Krone mit zurückgelegten Zipfeln verwachsen. Die 16 Staubblätter besitzen sehr kurze Staubfäden und 3 Millimeter lange Staubbeutel. Es ist ein reduzierter Pistillode vorhanden.
Die einzeln stehenden weiblichen Blüten sind fast sitzend. Die vier bis fünf haltbaren, großen Kelchzipfel sind auch auf den reifen Früchten gut erkennbar. Ihre vier oder selten fünf blass-grünen, hell-gelben bis rötlichen Kronblätter sind zu einer urnenförmigen, etwa 6 Millimeter großen Blütenkrone mit zurückgelegten Zipfeln verwachsen. Es sind acht Staminodien vorhanden. Der oberständige, achtkammerige Fruchtknoten ist bis auf sein oberes Ende kahl. Es sind vier Griffel mit lappigen Narben vorhanden.
Die anfangs gelben bis orangen und bei Reife bläulich-schwarzen, mehrsamigen, kahlen Beeren, mit beständigem Kelch und teils Griffelresten, sind bei einem Durchmesser von 1 bis 2,4 Zentimetern fast kugelig bis ellipsoid. Sie sind weiß-bläulich „bereift“ und schmecken vollreif süßlich. Die etwa 4–9 dunkelbraunen, leicht texturierten, halbmondförmigen Samen sind abgeflacht und bis etwa 8–13 Millimeter lang sowie etwa 5–9 Millimeter breit.
Die Blütezeit reicht in China von Mai bis Juni und die Früchte reifen im Oktober und November. In der nördlichen Türkei werden Bäume wegen ihrer essbaren Früchte kultiviert.
Die Chromosomenzahl beträgt 2n = 30.

## Systematik und Verbreitung
Die Erstveröffentlichung von Diospyros lotus erfolgte 1753 durch Carl von Linné in Species Plantarum Tomus 2, S. 1057–1058.
Das ursprüngliche Verbreitungsgebiet von Diospyros lotus reicht von der Türkei bis Korea. In Spanien, Frankreich, Italien, in der Schweiz, im früheren Jugoslawien, in Albanien, Bulgarien, Griechenland und in Japan ist die Art ein Neophyt.
Die ökologischen Zeigerwerte nach Landolt et al. 2010 sind in der Schweiz: Feuchtezahl F = 3 (mäßig feucht), Lichtzahl L = 3 (halbschattig), Reaktionszahl R = 3 (schwach sauer bis neutral), Temperaturzahl T = 5 (sehr warm-kollin), Nährstoffzahl N = 3 (mäßig nährstoffarm bis mäßig nährstoffreich), Kontinentalitätszahl K = 2 (subozeanisch).
Es werden von einigen Autoren zwei Varietäten unterschieden:
- Diospyros lotus var. lotus: Bäume mit Wuchshöhen von bis zu 30 Metern, kahlen Laubblättern oder nur behaarten Blattunterseiten. Sie wächst in Dickichten an Böschungen und in Schluchten in Höhenlagen von 500 bis 2500 Metern.[1]
- Diospyros lotus var. mollissima: Bäume mit Wuchshöhen von bis zu 13 Metern, dicht zotteligen behaarten Zweigen und behaarten Laubblättern. Sie wächst in Höhenlagen von 1000 bis 2500 Metern in den Provinzen Gansu, Shaanxi und Sichuan.[1]

## Geschichte
Plinius der Ältere nannte verschiedene Pflanzenarten mit Namen Lotus: drei baumartige, zwei krautartige und einen stängelartigen Lotus. Mit dem Lotusbaum könnte entweder die Lotuspflaume, der Zürgelbaum (Celtis australis L.) oder die Lotus-Brustbeere (Ziziphus lotus (L.) Lam.) gemeint sein, denn alle drei Arten kommen in Italien vor. Von einer Art bemerkte Plinius, dass das Holz schwarz und für die Anfertigung von Flöten sehr gesucht sei. Das spricht für die Lotuspflaume, deren Holz dunkel wie Ebenholz ist.
Seit dem 17. Jahrhundert sind für Diospyros lotus verschiedene Namen bekannt, wie z. B. Lotusbaum, Lotusboom, Lotus arbor.